# Mustàievo
Mustàievo (en rus: Мустаево) és un poble de l'óblast d'Orenburg, a Rússia, segons el cens del 2010 tenia 980 habitants, és la seu administrativa del districte homònim.